# Franay
Franay Carossier (kurz: Franay) war ein französischer Hersteller von Automobilkarosserien, der individuelle Aufbauten für Chassis unterschiedlicher Oberklassehersteller fertigte.

## Unternehmensgeschichte
Franay Carossier wurde von Jean-Baptiste Franay gegründet, einem gelernten Sattler, der seine Ausbildung bei dem Kutschenhersteller Henri Binder absolviert hatte. 1903 machte sich Franay mit einem Reparaturbetrieb selbständig, der später zu einem Hersteller von Automobilaufbauten wurde. Das Unternehmen hatte seinen Sitz in dem Pariser Vorort Levallois-Perret. Nach dem Ersten Weltkrieg übernahm Marius Franay, der Sohn des Gründers, die Unternehmensleitung.
In der Zeit zwischen den Weltkriegen kleidete Franay unter anderem Chassis von Bentley, Bugatti, Delage, Delahaye, Duesenberg, Hispano-Suiza und Rolls-Royce ein. Anders als Konkurrenten wie etwa Chapron, Figoni et Falaschi oder Saoutchik entwickelte Franay keinen speziellen, unverwechselbaren Stil. Die Entwürfe, die in dieser Zeit zumeist auf Marius Franay zurückgingen, setzten in erster Linie die Wünsche der jeweiligen Auftraggeber um, die sehr unterschiedlich waren. In den 1930er-Jahren entstanden einige Aufbauten mit Art-Déco-Elementen, die an die Arbeiten von Saoutchik anknüpften.
Nach dem Zweiten Weltkrieg übernahm Marius Franay den Vorsitz des Verbandes Französischer Karosseriehersteller (Chambre Syndicale de la Carosserie Française). Zu den ersten Neuwagen, die Franay nach dem Kriegsende karossierte, gehörten verschiedene Rolls-Royce und Talbot. Vornehmlich in den Jahren 1947 und 1948 entstanden zumindest sechs Drophead Coupés (Cabriolets) auf Basis des Rolls-Royce Silver Wraith sowie zumindest eine Limousine. Aufsehen erregend waren Sonderkarosserien für den Talbot-Lago Type 26 Grand Sport; auf dem kurzen Chassis entstanden schwerpunktmäßig 1947 bis 1949 zumindest acht sportliche Coupés, die sich hinsichtlich der Gestaltung des Kühlergrills, der hinteren Kotflügel und des Chromzierrats unterscheiden, ferner auch  sportliche Convertibles, die heute zu den gesuchtesten und teuersten Automobilklassikern zählen.
Ein Einzelstück blieb hingegen ein von Franay eingekleideter Rolls-Royce Phantom IV; für den saudischen Prinzen Talal ibn Abd al-Aziz entstand ein im Juni 1952 fertiggestelltes viertüriges Cabriolet. Es ist der einzige Rolls-Royce dieser Baureihe, der nicht in Großbritannien karossiert wurde, und einer der wenigen in offener Ausführung.
Ferner versah Franay in den ersten Nachkriegsjahren vielfach ältere Vorkriegschassis mit neuen Aufbauten, darunter ein 1936 hergestelltes Fahrgestell eines Bugatti Type 57, das eine Cabrioletkarosserie im Pontonstil erhielt. Andere, etwa zeitgleich hergestellte Aufbauten für Bentley und Rolls-Royce folgten weiter dem traditionellen Stil mit ausgeformten vorderen und hinteren Kotflügeln oder wiederholten die auffallenden Art-Déco-Entwürfe der Vorkriegszeit.
Aus einer Geschäftsbeziehung zum französischen Rolls-Royce-Importeur ergab sich 1953 ein Auftrag für fünf Karosserien für den Bentley R-Type Continental. Einige der Fließheckaufbauten Franays ähnelten stark dem britischen Basisentwurf von H.J. Mulliner. Die Beauftragung Franays dürfte hier in erster Linie der Umgehung von Importzöllen gedient haben. Daneben fertigte Franay einen individuellen Aufbau mit Stufenheck.
Eine der letzten Arbeiten Franays war eine viertürige Repräsentationslimousine für den Französischen Staatspräsidenten auf der Basis des Citroën 15-Six H. Die Stufenheckkarosserie im Pontonstil war von Philippe Charbonneaux entworfen worden. Das mit dem Kennzeichen 2 PR 75 zugelassene Auto  wurde ab 1955 bei offiziellen Anlässen verwendet, unter anderem bei einem Staatsbesuch der britischen Königin Elisabeth II. im Jahr 1957. Durch den langdauernden Einsatz im Schritttempo überhitzte das Auto bei einer Parade und musste vor den Augen der Öffentlichkeit abgestellt werden.
Ende 1955 stellte Franay den Betrieb ein.

## Galerie: Aufbauten von Franay

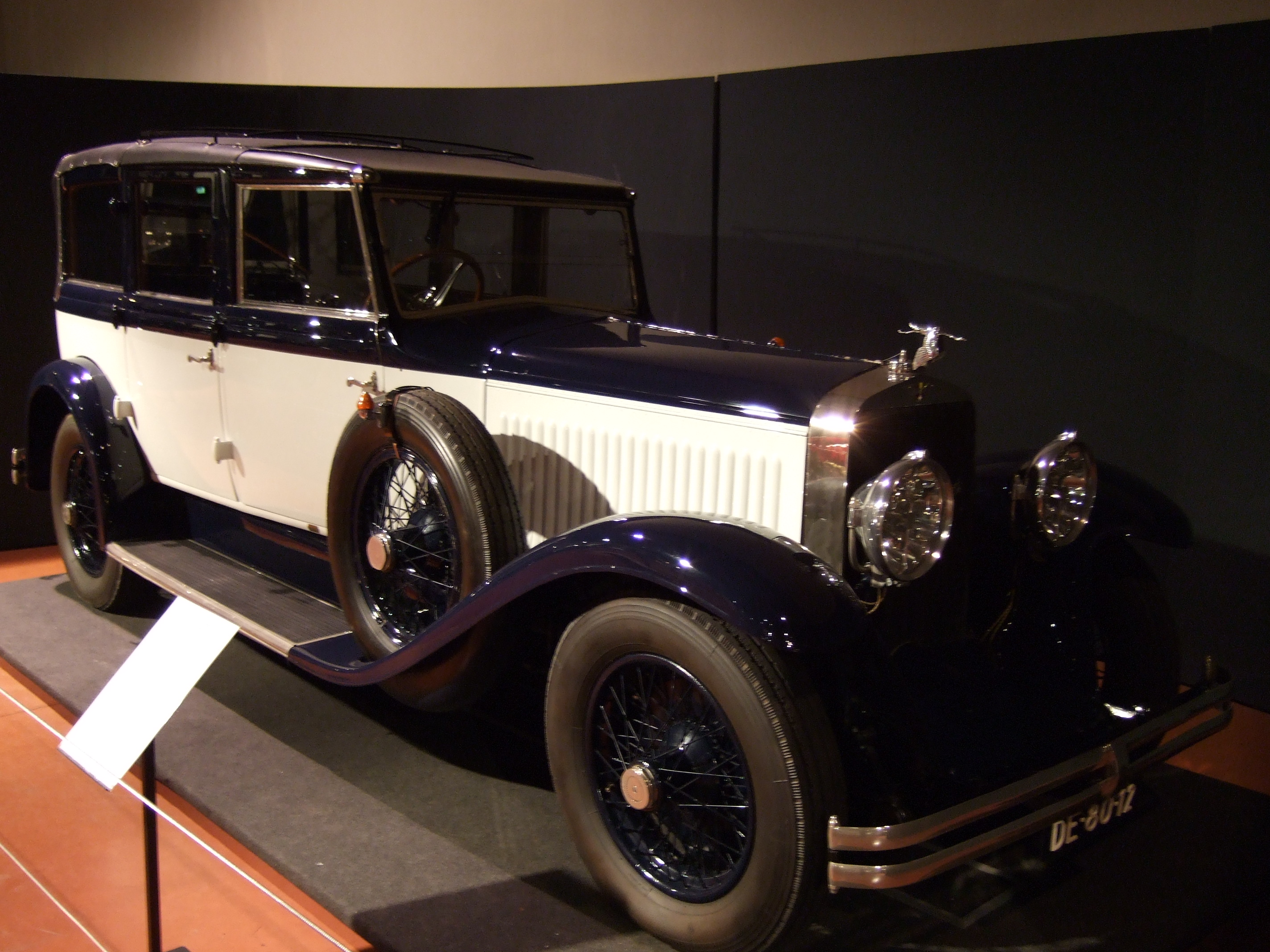
Hispano-Suiza H6B (1924)
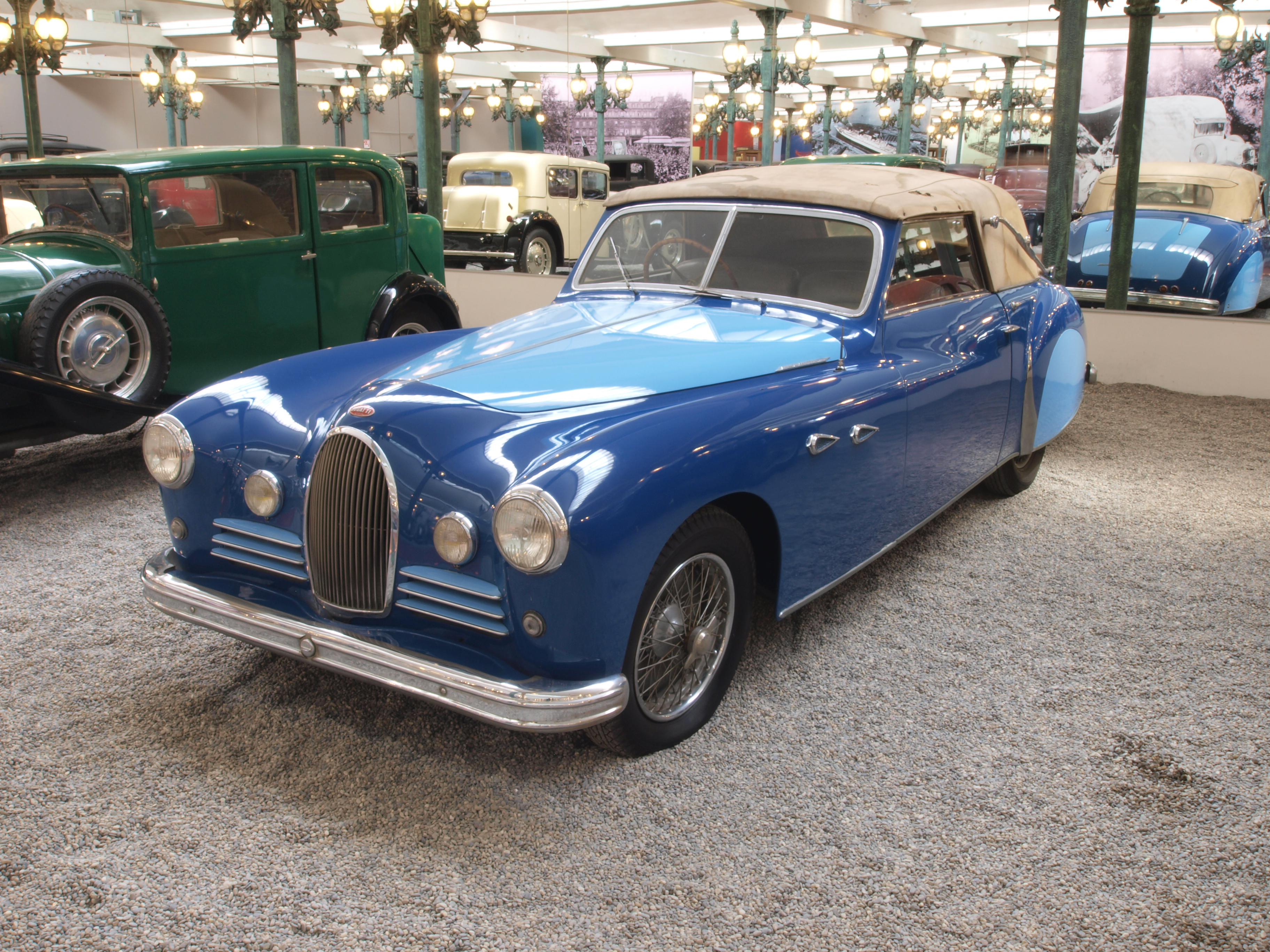
Bugatti Type 57 (Chassis von 1936, neuer Aufbau nach dem Zweiten Weltkrieg)
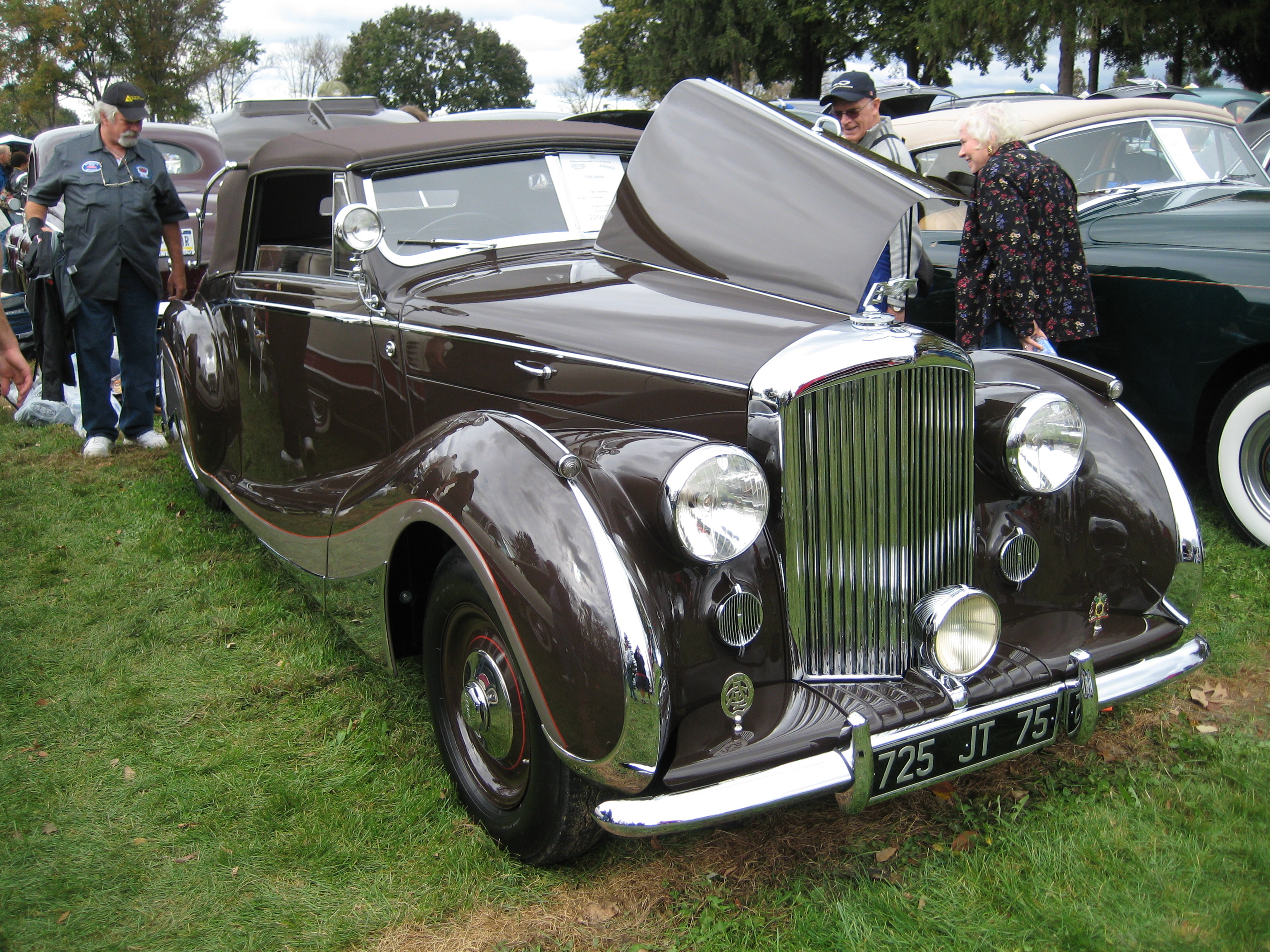
Bentley Mark VI
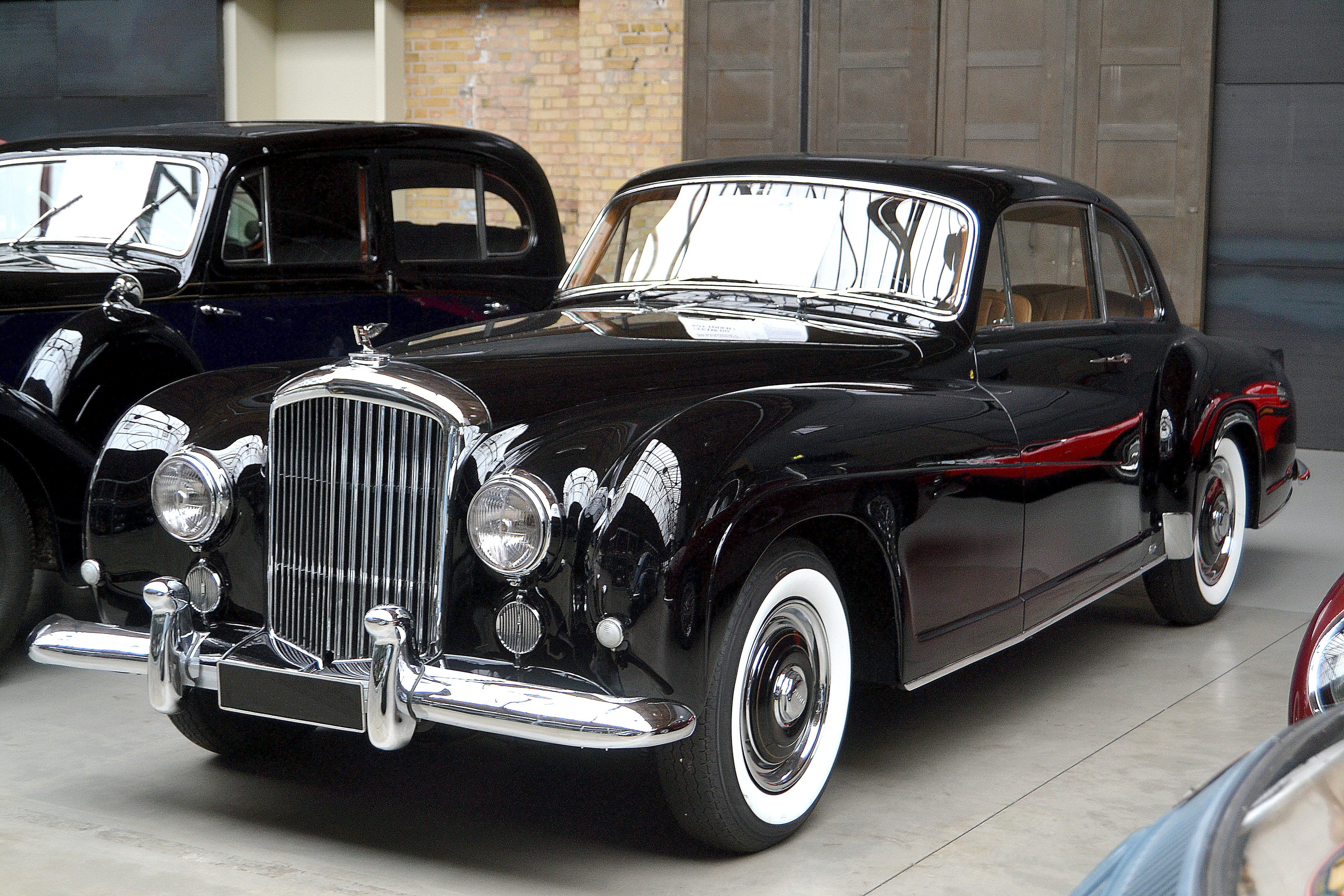
Bentley R-Type Continental (1955; Chassisnummer BC9LE)
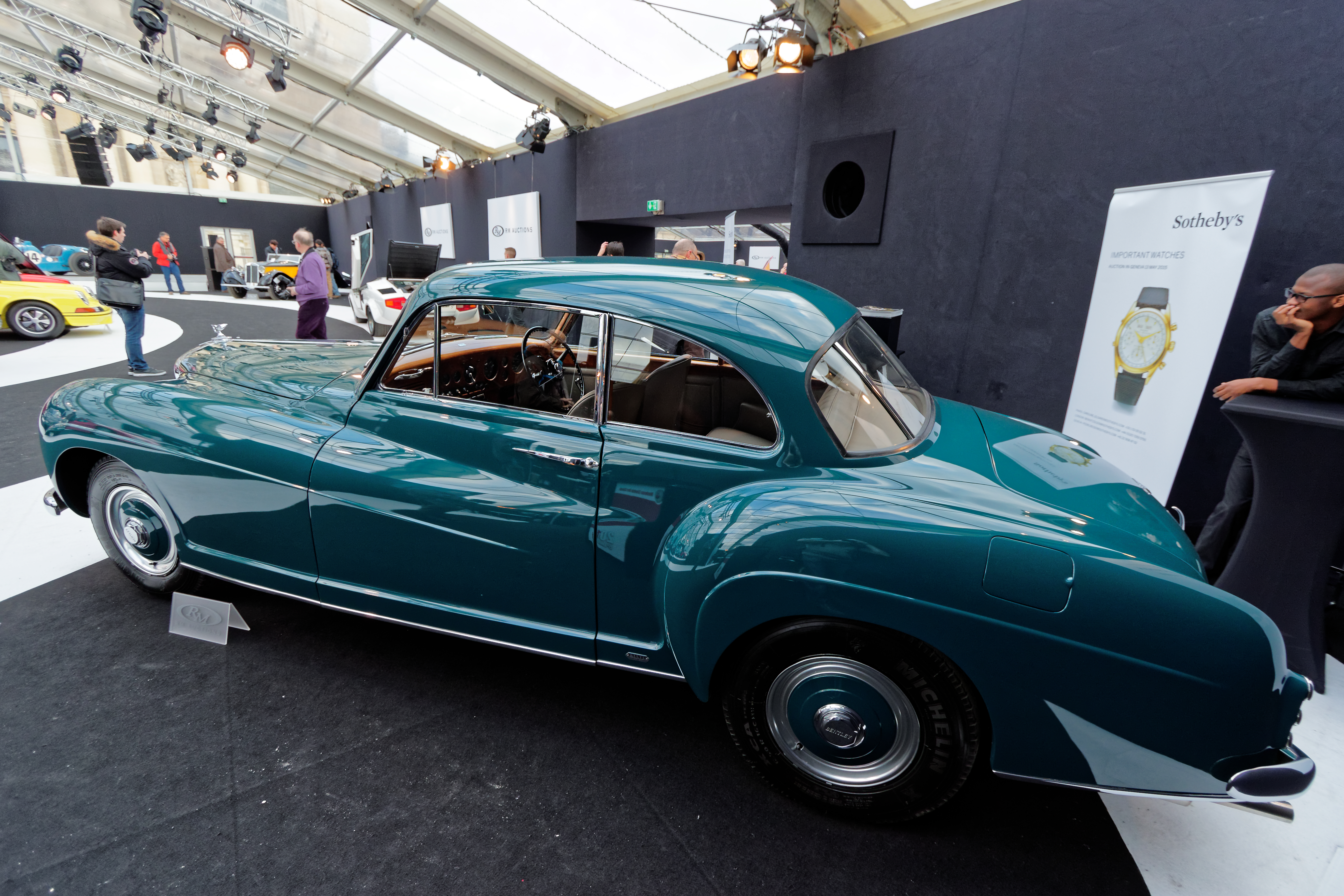
Bentley R-Type Continental